# Festiwal Muzyki w Starym Klasztorze

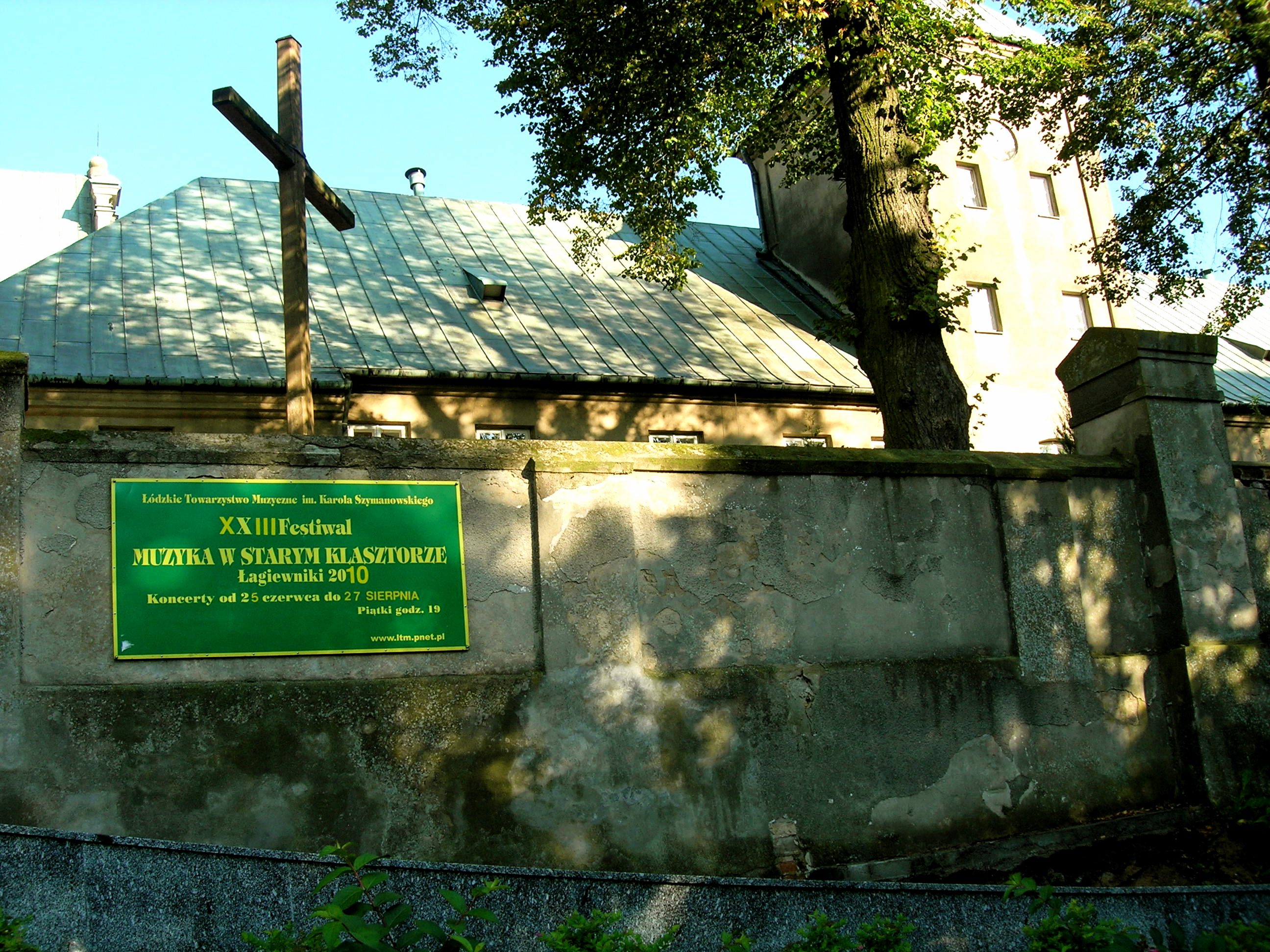
Festiwal Muzyki w Starym Klasztorze

Festiwal Muzyki w Starym Klasztorze - festiwal muzyczny w Łodzi.
Odbywa się w okresie czerwiec-sierpień w barokowym wnętrzu Kościoła św. Antoniego (Klasztor oo. Franciszkanów w Łodzi) w Łagiewnikach. Pierwsza edycja festiwalu odbyła się w 1988. Jest to impreza doroczna, organizowana przez Łódzkie Towarzystwo Muzyczne im. Karola Szymanowskiego. Dyrektor artystyczny - prof. Mirosław Pietkiewicz. Patronem i donatorem festiwalu jest Urząd Miasta Łodzi.